# 경계선 인격장애
경계선 인격장애(境界線人格障碍, 영어: borderline personality disorder, BPD 또는 emotionally unstable personality disorder) 또는 경계성 인격장애, 경계선 성격장애, 경계성 성격장애, 정서불안 성격장애는 유의미한 대인관계의 불안정성, 강렬한 유기공포(fear of abandonment), 강렬한 감정 폭발(emotional outburst)의 만연적 장기적 패턴을 특성으로 하는 성격장애이다. 즉 정동·행동·대인관계가 매우 불안정하고 변동이 심한 이상 성격으로 감정의 기복이 심한 성격장애를 말한다. 경계선 성격장애 환자는 건강하고 안정된 기본선에 정서적 상채를 조정하는 것에 어려움이 있기에, 자주 자해 행동을 보이며 위험한 행동도 자주 한다. 해리(dissociation, 현실로부터의 분리 느낌), 만연한 공허감, 왜곡된 자아상 등의 증상은 환자에게 우세하게 나타난다.

경계선 성격장애는 불안정한 대인관계, 자아, 감정기복 등 장기적이고 비정상적 행동의 패턴을 보이며, 주로 성인기 초기에 시작하는 인격장애다. 종종 자해 위험을 보이기도 하는데, 환자들은 공허감, 유기공포(fear of abandonment), 해리(dissociation)로 고통받는다. 겉으로 아무 이상이 없어 보일 수도 있다. 약물 남용, 우울감, 식사 장애는 경계선 인격장애와 함께 발생하는 질병 가운데 하나다. 약 10% 자살률을 보인다고 보고된다.
경계선 성격장애의 원인은 정확하지 않으나 유전적, 환경적, 사회적 영향을 받는 것으로 보인다.
경계선 성격장애는 인지행동치료(cognitive behavioral therapy, CBT)를 병행한 심리치료를 받게 된다. 변증법적 행동치료(dialectical behavior therapy)는 자살 위험을 줄여줄 수 있다. 치료는 일대일로 행해질 수 있으며 그룹으로 진행되기도 한다. 이러한 치료가 경계선 성격장애를 치료할 수는 없으나 경계선 성격장애로 인한 증상들을 완화시켜줄 수는 있다. 몇몇 환자들은 병원을 통한 치료를 요하기도 한다.
매년 약 1.6%의 환자들이 경계선 인격장애를 진단받는다. BPD는 남성과 여성에서 똑같이 발생하지만 여성은 남성보다 치료를 받거나 병원을 찾는 경향이 더 크다보니 진단률에서 여성이 남성보다 3배 높으며 나이 든 사람일수록 낮게 진단된다. 절반 가량의 환자들이 10년 이상의 치료를 받는다. 병명에 대해 논란이 있는데 '경계선'이라는 단어가 사회적인 낙인 찍기를 부추긴다는 이유에서다.

## 증상
경계선(borderline)이라는 말처럼, 극히 변덕스럽고 극단적이다. 타인에 대한 평가가 극과 극을 오가며 감정의 기복이 심하다. 친구나 연인을 사귈 때 급격히 가까워지며 극단적인 친밀감을 갖다가도 어떤 시기에는 상대에게 극단적으로 냉담해지는 식이다. 이처럼 대인관계는 지나친 기대를 가지고 가깝게 접근했다가 곧 실망해서 원망하며 멀리하는 양극단의 양상이 반복되는 증세가 나타난다. 행동은 폭발적이고 예측할 수 없으며 기분의 변화가 심하여 정상적인 기분이었다가 바로 우울해하고 분노하는 등의 상태가 반복적으로 지속되고 자제력이 결여되어 있다. 세상을 극단적인 선과 악으로 이원화하여 생각하기 때문에 종교에 쉽게 빠져드는 경향이 있다. 주요 특징들로는 다음과 같은 것이 있다.
- 현실이나 상상 속에서 버림받는 것(abandonment)을 피하려고 미친듯이 애쓰고, 버림받았을 때에 극단적인 반응을 보임(유기공포)
- 불안정하고 혼란스러운 대인관계, 분열(splitting)이라고도 일컫는 이상화와 평가절하(idealization and devaluation) 사이를 오고 가는 것
- 명백한 자의식(sense of identity) 혼란과 자아상(self-image)의 왜곡[7]
- 충동적이거나 무모한 행동(충동적이거나 통제 불가한 소비, 안전하지 못한 성관계, 약물남용, 난폭운전, 폭식)[11]
- 자살 시도나 자해가 반복됨
- 상황에 적절하지 않은 강렬한 혹은 통제불가한 정서 반응(emotional reaction), 감정 상태가 급격하게 바뀜
- 만성적인 공허감
- 부적절하고 강렬한 분노나 분노조절의 어려움
- 자해행동(self-damaging behavior, 졸업 직전에 중퇴, 치료가 잘 진행되는 것을 의논한 후 심하게 퇴행 등)을 보이며, 강렬한 애정을 느끼는 상대방이 어떠한 요구를 거절하면 심한 분노를 느낀다.
- 일시적으로 스트레스 관련한 편집형 사고(paranoid ideation) 혹은 심각한 해리(dissociation) 증상

경계선 인격장애의 가장 흔한 증상으로는, 기분 변화와 강력한 정서적 반응에 대한 조절의 어려움과 함께, 작은 거절이나 비판에도 상당히 민감하게 반응하며 거절 민감성(rejection sensitivity), 타인에 대한 정서적 공감이 부족할 뿐 아니라, 극단적인 이상화와 평가절하(idealization and devaluation)를 보인다. 위험하고 충동적인 행동도 보이게 된다.
기타 증상으로는 개인의 정체성, 도덕, 가치관에 대하여 확실하지 못한 느낌, 스트레스를 받을 때 보이는 편집증적 생각, 이인증(depersonalization), 그리고 심한 경우에는 스트레스로 인해 유발되는 현실과의 단절 혹은 정신증적 삽화(psychotic episodes) 등이 있다.
경계선 성격장애가 있는 사람이 언제나 느끼는 감정은 다음과 같이 표현할 수 있다.
"당신이 뉴욕 타임스 스퀘어 광장 한가운데에서 길을 잃고 혼자 서있는 일곱살 아이라고 상상해 보라. 조금 전까지만 해도 당신은 엄마 손을 잡고 있었는데 어느 순간 엄마는 군중속으로 사라져 버렸다. 엄마를 찾으려고 주위를 미친듯이 둘러보지만 엄마는 보이지 않고 무서운 낯선 사람들이 당신을 차가운 눈빛으로 쏘아보며 지나갈 뿐이다."
그들이 느끼는 것은 자신만이 고립된 듯 하고, 불안하며, 혼자라는 사실 때문에 겁에 질리는 감정이다. 주변의 우호적인 사람들은 마치 길 잃은 어린아이인 자신에게 미소를 짓거나, 도움을 베푸는, 군중 속의 몇몇 친절한 사람같은 존재이다. 그러나 그 사람이 곧 떠날 것 같은 행동을 하거나, 마음이 멀어진 징조로 해석할 수 있는 일을 무엇이든 하는 순간, 경계성 인격 장애를 가진 이들은 공포에 질려 허둥대고, 분노를 터뜨리거나, 떠나지 말라고 애원하는 등 다양한 방식으로 반응한다.

### 정동 불안정
경계선 성격장애가 있는 사람들은 다른 사람들보다 더 쉽게, 더 깊은 감정을 느끼고, 그것이 오랜시간 동안 지속된다. 경계선 인격장애의 가장 큰 특징은 정동 불안(affective instability)인데, 이는 환경적 촉발요인에 대하여 비정상적으로 강렬한 정서반응을 보이면서도 기본 정서상태로 돌아오는 것은 매우 느린 것을 말한다. 심리학자 마샤 리네한(Marsha M. Linehan)에 따르면, 경계선 성격장애가 있는 사람들이 느끼는 감정의 민감성(sensitivity), 강렬성(intensivitiy), 지속성(duration)은 긍정적 부정적 영향을 모두 가지고 있다. 이따금 이들은 아주 열렬하고 이상적이며 즐거워하고 사랑스러운 모습을 보이지만 불안, 우울감, 죄책감, 수치, 걱정, 분노 등의 부정적인 감정에 압도당하고 있어, 슬픔(sadness)이 아닌 비통(grief)을, 가벼운 당혹감(embarrassment)이 아닌 수치(shame)와 모욕감(humiliation)을, 짜증(annoyance)이 아닌 분노(rage)를, 긴장(nervousness)이 아닌 공황(panic)을 경험할 수 있다.
경계선 성격장애가 있는 사람들은 거절, 비난, 고립, 실패에 특히 민감하다. 이러한 감정을 다루는 대처기제를 배우기 전에, 이들은 이러한 부정적인 감정을 관리하거나 이로부터 벗어나기 위해 감정적 고립(emotional isolation)이나 자해, 자살행동(suicidal behavior)을 택하기도 한다. 이들은 자신의 부정적 정서에 대한 강렬한 반응을 자각하지만 통제할 수 없기에, 반응을 자각하는 것이 고통을 가져온다고 생각하고 원천적으로 차단한다. 그러나 부정적인 감정은 그들로 하여금 문제 상황을 지각하고 다루는 데 도움을 주기 때문에, 이러한 반응 차단은 환자들에게 오히려 좋지 않다.
경계선 성격장애를 가진 이들은 단발적이고 우발적인 희열감(euphoria)을 느끼면서도 동시에 심각한 불안과 불만 상태인 불쾌감(dysphoria), 우울감, 정서적 심리적 고통 등을 느낀다. 메리 자나리니(Mary C. Zanarini) 등은 이러한 불쾌감 특유의 증상을 극단적인 정서(extreme emotion), 자기파괴적 성향(self-destructiveness), 파편화된 느낌 혹은 자아정체성 결핍(feeling fragmented or lacking identity), 피해의식(feeling of victimization)으로 분류하였다. 이 범주 내에서, 경계선 인격장애 진단은 배신당한 느낌(feeling betrayed), 통제를 벗어난 느낌(feeling out of control), 자해할 것 같은 느낌(feeling like hurting myself)의 조합과 강하게 연관되어 있다. 이들이 겪는 불쾌감의 유형은 상당히 많기에, 고통의 폭은 경계선 인격장애의 진단 기준이 될 수 있다.
이들은 강렬한 감정상태와 더불어 쉽게 변하는 것(changeability) 혹은 오르락내리락 혹은 왔다갔다 하는 느낌의 기복(fluctuation)과 같은 정서적 불안정(emotional lability)을 겪는다. 비록 불안정성이라는 단어가 우울감과 의기양양하는 감정 간의 급속한 변화를 의미해도, 경계선 성격장애를 가진 이들의 감정기복(mood swing)은 분노와 불안, 우울과 불안 사이를 왔다갔다하는 식의 불안에 가까운 것이다.

### 대인관계
경계선 성격장애를 가진 사람들은 타인이 자신을 대하는 방식에 특히 민감하여, 타인이 다정한 모습을 보이면 이를 보고 강렬한 기쁨과 만족을 느끼지만, 타인이 비판이나 상처를 입히면 슬픔이나 분노를 느끼게 된다. 경계선 인격장애 환자들은 다른 사람을 존경하다가도 그 사람으로부터 실망하게 되는 것을 반복하는 이상화와 평가절하(Idealization and devaluation) 상태를 보인다. 환자들은 다른 사람에 대하여 실망하거나 누군가를 상실하거나 자신이 높게 평가하는 사람의 시각에서 존경을 잃게 됨을 감지하면, 그 사람에 대한 감정은 존경과 사랑에서 분노와 혐오로 바뀌기도 한다. 이런 현상을 분열(splitting)이라고도 한다. 이상화와 평가절하는 기분장애(mood disturbance)와 결합하여, 가족, 친구, 동료 등과의 관계를 망치기도 한다.
이들은 친밀한 관계를 절실히 원하면서도, 불안정 애착유형(insecure attachment pattern), 회피-양가형 애착유형(avoidant or ambivalent attachment pattern), 혹은 두려움을 느껴 무언가에 몰입하는 공포-몰입형 애착유형(fearfully preoccupied attachment pattern)을 보인다. 이들은 세상을 위험하고 악의로 가득한 존재로 인식하기도 한다. 또한 다른 인격장애와 마찬가지로 만성적인 스트레스, 연인관계에서의 갈등, 연인 파트너에 대한 낮은 만족감, 학대, 원치 않는 임신 등이 보일 가능성이 높다.

### 행동
약물 남용, 알콜 중독, 식사장애, 위험한 성행위 또는 여러 파트너와의 무분별한 성관계, 과소비, 난폭 운전 등 충동적인 행동은 경계선 성격장애 환자에게는 흔하게 발견된다. 충동적인 행동에는 관계나 주어진 일에서의 탈주, 도망, 자해 등이 해당된다. 충동적인 행동은 심리적 고통으로부터 순간적인 안도감을 주기 때문에 경계선 인격장애 환자들이 충동적으로 행동하는 이유가 된다. 이러한 행동들은 죄책감이나 부끄러움을 유발하는데 장기적으로 이러한 행동때문에 환자들은 더욱 고통받는다. 심리적인 고통을 느끼면서 이러한 감정들을 억제하기 위해 충동적인 행동을 하고 충동적인 행동은 죄책감과 수치심을 느끼게 하고 이에 대해 다시 심리적인 고통을 느끼고, 이를 회피하기 위한 충동적인 행동에 더 강한 유인(urges)을 경험하면서 악순환을 이루게 된다. 시간이 경과하면서 충동적인 행동은 심리적인 고통에 대하여 자동으로 대응하게 된다.

### 자해와 자살
자해 또는 자살행동(suicidal behavior)은 정신질환 진단 및 통계 편람(DSM-5)에서 경계선 성격장애를 규정하는 핵심 진단 기준 중 하나이다. 자해는 경계선 성격장애를 가진 사람들 중 50 ~ 80% 정도가 시도한다. 그 중에서 칼을 이용해 신체를 긋는 방식(cutting)을 가장 많이 사용한다고 보고된다. 구타(bruising), 불로 지지기(burning), 머리를 심하게 흔들기(head banging), 깨물기(biting) 등은 흔하지 않다. 경계선 성격장애를 가진 사람은 스스로를 칼로 그은 후에 정서적 안정을 얻을 수 있다.
경계선 인격장애를 가진 사람들이 목숨을 잃을 위험은 3 ~ 10% 정도이다. 경계선 인격장애를 진단받은 남성이 여성보다 약 두 배정도 자살로 인한 사망 위험이 높다는 보고가 있다. 또한 자살한 남성들 중 상당 부분이 경계선 인격장애를 진단받지 않았다고도 한다.
자살 시도와 자해의 이유는 각각 다르다. 경계선 인격장애로 인한 자해의 약 70%는 자살을 목적으로 시도한 것이 아니다. 자해의 이유로는 분노를 표현하고 스스로에게 벌을 주며, 해리(dissociation)에 대한 반응 등으로 정상적인 감정을 만드려는 시도, 정서적 고통과 힘든 상황으로부터 주의를 돌리기 위한 목적에서 자해를 시도한다. 반대로, 자살 시도는 다른 것보다 자살이 더 낫다는 믿음이 반영되어 있다. 자살과 자해는 부정적인 감정을 느끼는 것에 대한 반응이다. 그리고 자살과 자해 모두 부정적인 심리 상태를 반영한다. 경계선 인격장애를 가지고 있는 청소년들에게 있어 성적 학대는 자살 행동에 대한 촉발요인이 될 수 있다.

### 자의식
경계선 성격장애 환자들은 자신들의 정체성을 묘사하는 데 어려움을 겪는다. 또한 환자들은 자신들이 선호하는 것, 가치있어 하는 것, 믿는 것, 즐기는 것을 아는 걸 힘들어 한다. 환자들은 종종 그들의 일이나 관계에 있어 장기적인 목표를 수립하는 데 확신을 하지 못하기도 한다. 이러한 어려움은 환자들로 하여금 공허감과 상실감을 느끼게 한다. 자아상(self-image)도 건강한 것에서 건강하지 못한 것으로 급속히 바뀔 수 있다.

### 인지
환자들이 경험하는 잦은 격렬한 감정은 집중을 어렵게 만들 수 있다. 또한 이들은 해리(dissociation) 경향이 있을 수도 있는데, 이는 맥빠짐(zoning out)의 강렬한 형태로 간주될 수 있다. 해리는 힘든 일 또는 힘들었던 기억을 떠오르게 하는 계기가 되는 일을 경험했을 때 일어날 수 있다. 여기에는 그 일로부터 집중하는 것을 끊게되는 일이 해당되는데, 아마도 격렬한 감정과 그렇지 않으면 일어날 원치 않는 행동에 대한 충동을 경험하는 것을 막기 위한 것으로 생각된다. 비록 이러한 행동들이 단기적인 안도감을 주더라도, 바라지 않는 효과를 일으키거나 정상적인 감정에 대한 경험을 무디게 할 수 있다. 경계선 인격장애 환자들의 감정에 포함된 정보에 대한 접근을 줄이는 것으로 일상에서 효과적인 결정을 하는 것을 도와줄 수 있다.
환자의 얼굴 표정이나 목소리가 밋밋해지거나 아무런 감정표현이 없는 상태가 되고, 정신이 다른 데 팔린(distracted) 것처럼 보이기 때문에, 환자가 언제 해리상태인지 아는 사람들도 간혹 있다.
해리는 고통스런 사건이나 고통스런 사건을 상기시키는 일에 반응하여 발생한다. 이는 마음이 자동적으로 고통스런 사건에서 벗어나 다른 곳으로 관심을 돌리는 것인데, 이는 강렬한 감정과 그로 인해 촉발되는 원치 않는 행동 충동(behavioral impulse)을 막기 위한 것으로 보인다. 강렬하고 고통스런 감정을 막는 마음의 습관은 일시적인 안정을 가져다 주지만, 자연스럽게 올라오는 감정을 가로막거나 둔화시켜서 이러한 감정들이 주는 정보, 일상생활에서 결정을 올바르게 내릴 수 있도록 돕는 정보마저 차단하는 부작용도 있다.

### 관계태업
경계성 성격장애를 가진 사람들은 적절한 직업을 가지고 있고 증상도 심각하지 않으면 일을 할 수 있다. 그러나 이들은 증상이 심각하여 관계태업(sabotaging relationships)에 들어가 위험한 행동을 하거나 강렬한 분노를 느끼게 되어, 직장에서 제대로 기능을 수행하지 못할 정도가 되면 업무에 지장이 발생한다.

## 원인
다른 심리장애처럼 경계선 성격장애의 원인은 복잡하고 완전히 규명되지 못하였다. 경계선 성격장애와 외상후스트레스장애(PTSD)가 관련 있을 수 있다는 사실도 보인다. 연구자들은 어렸을 적 트라우마(trauma)가 기여요인(contributing factor)이 될 수 있다는 것에 대개 동의하지만, 트라우마 이외에 선천적 두뇌 기형, 유전, 신경생물학적 요소, 환경 요소 등의 원인요소에 대한 연구는 비교적 많이 이뤄지지 않았다.
사회적 요소로는 초기 발달과정에서 가족, 친구, 다른 아동들과 어떤 상호작용을 해왔는지 등이 포함된다. 심리적 요소로는 환경에 의하여 형성된 개인 성격, 기질, 그리고 스트레스 대처 능력 등이 있다. 각각의 요소들이 다양하게 존재한다는 것은 경계선성격장애를 일으키는 다양한 요소가 있음을 시사한다.

### 유전적 요인
40%의 경계선 성격장애가 유전력이 있다고 보고된다. 즉, 40%의 경계선 인격장애는 인간의 유전적 변이(Human genetic variation)로 설명할 수 있다. 쌍둥이 연구(twin study)에서도 가족 환경의 복잡한 요인들로 인해 개인 인격장애의 변이에 대한 유전적 효과를 과대평가하였으나 그럼에도 불구하고 쌍둥이 연구를 하는 이들은 경계선 인격장애가 성격장애 유형 A군(Axis I diagnosis)에 속한 장애보다 유전적 요인의 영향을 더 많이 받는다고 보았다. 게다가, 경계선 인격장애를 10가지 인격장애 중 세번째로 유전적인 인격장애로 평가하였다. 쌍둥이, 형제, 그 외 다른 가족 연구도 충동적 공격성에 대한 부분적인 유전력이 있다고 보나, 세로토닌과 유전적 요인을 분석하는 연구에선 행동만이 유전된다고 보고있다.
네덜란드의 711쌍의 쌍둥이와 561명의 부모가 경계선 인격장애의 유전적인 특성을 규명하기 위해 연구에 참여했다. 연구는 9번 염색체가 경계선 인격장애 발현에 영향을 미치는 것으로 조사되었다. 연구자들은 유전적 요인이 경계선 인격장애의 개인적인 차이에 중요한 역할을 한다고 결론지었다. 이 연구자들은 앞선 연구에서 42%의 경계선 인격장애 특성이 유전적 특성에 기인하고 58%가 환경의 영향을 받는다고 결론지었다. 2012년 연구에서는 11번 염색체 도파민 수용체 D4의 7가지 다형질이 부적절한 애착과 관련이 있다고 보았으나, 7가지 다형질과 도파민 운송체의 중첩된 효과가 억제 조절의 비정상과 연관이 있다고 규명되었다. 5번 염색체와도 큰 관련이 있다.

### 두뇌 기형
경계선 성격장애에 대한 뇌신경영상학 연구에서는 스트레스 반응과 감정 조절에 관여하는 뇌영역이 감소되어, 해마(hippocamus), 안와전두피질(orbitofrontal cortex), 편도체(amygdala)에 영향을 준다는 사실을 발견했다. 일부 연구에서는 핵자기공명분광법(magnetic resonance spectroscopy)을 이용하여, 환자들의 특정 뇌영역에서 N-acetylaspartate(NAA), 크레아틴(creatine), 글루타메이트(glutamate) 관련 복합체, 콜린(choline) 포함 복합체와 같은 신경대사물질(neurometabolites)의 변화를 찾아냈다.
일부 연구에서는 좌우 양쪽 보조운동영역(bilateral supplementary motor area), 치상회(dentate gyrus), 좌우 양쪽 쐐기앞소엽(precuneus) 등에서 회색질(gray matter)이 증가했음을 규명하였다. 이는 좌우 양쪽 후방대상피질(posterior cingulate cortex)에도 범위가 미친다. 환자들의 해마는 PTSD 환자처럼 줄어들어 있다. 그러나 PTSD 환자들과 달리, 경계선성격장애 환자들은 편도체도 줄어들어 있다. 이런 비정상적인 강렬한 활동은 경계선성격장애 환자들이 경험하는 공포, 슬픔, 분노, 수치가 비정상적으로 강하고 오래 지속된다는 것을 의미한다. 또한 타인들이 보이는 이러한 감정들에 대해 상당히 민감하다. 정서적 각성을 조절하는 역할에 있어, 경계선성격장애 환자는 전전두엽피질(prefrontal cortex)이 상대적으로 비활성화되어 있어 감정과 스트레스에 대한 반응을 조절하는 데에 어려움을 겪는다.

#### 신경생물학
경계선 성격장애는 유년기 트라우마와 밀접하고 관련되어 있다. 여러 정신병적 진단들은 유년기에 발생한 트라우마 경험들과 관련되어 있지만, 특정 신경생물학적 요소들은 경계선 성격장애 환자들 내에서 발견되어 왔다. 시상하부-뇌하수체-부신축(hypothalamic-pituitary-adrenal axis, HPA axis)의 기능부전과 비정상적 코르티솔(cortisol) 수치는 유년기 트라우마를 경험한 환자들에게서 검사되어 왔으며, 공식적으로는 경계선 성격장애로 진단되어 왔다. HPA축은 신체가 스트레스에 노출되었을 때에 항상성(homestasis)을 유지하는 기능이 있으며, 아동학대 경험이 있는 사람들에게서 제대로 작동되지 않는 것으로 밝혀졌다. 신체가 스트레스에 노출되면, 시상하부(hypothalamus)의 실방핵(室旁核, paraventricular nucleus, PVN)에서 펩타이드(peptide)성 아르기닌 바소프레신(arginine vasopressin, AVP)과 부신피질자극호르몬방출인자(corticotropin-releasing factor, CRF)를 방출한다. 이 펩타이드들이 온 몸을 돌면, 부신피질자극세포(corticotropic cell)를 자극하여, 부신피질자극호르몬(adrenocorticotropic hormone, ACTH)을 방출로 이어진다. ACTH는 부신피질(adrenal cortex) 내부의 수용체(receptor)와 연결되어 있어, 코르티솔 분비를 자극한다. 무기질 대사 부신피질호르몬 수용체(mineralocorticoid receptor, MR)와 저친화성 수용체(low-affinity type receptor, GR)의 세포내 글루코코르티코이드 수용체 아류형(Intracellular glucocorticoid receptor subtypes)이 다른 신체 영역에서의 코르티솔 영향을 완화하는 것으로 밝혀졌다. MR이 코르티솔에 고친화성이고 스트레스에 반응하여 고포화성(highly saturated)이지만, GR은 코르티솔에 저친화성이고 스트레스에 노출되었을 때에는 고농도로 코르티솔과 결합한다. 또한 환자에게서 FKBP5 다형질(FKBP5 polymorphism)인 rs4713902과 rs9470079과의 연관성도 있다. 유년기 트라우마를 겪은 경계선 성격장애 환자들에겐, rs3798347-T과 rs10947563-A와 연관되어 있으며, 특히 경계선 성격장애와 함께 유년기 신체 학대 및 정서적 유기(emotional neglect)를 모두 경험한 사람들에게서 두드러진다.

#### 시상하부-뇌하수체-부신축
시상하부-뇌하수체-부신축(HPA축)은 스트레스에 반응하여 분비되는 코르티솔 생성을 담당한다. 코르티솔 생성은 경계선 성격장애를 가진 사람들에게서 상승되는 경향을 보이며, 이는 HPA축 활동이 항진되어 있음을 시사한다. 이로 인해 이들은 생물학적 스트레스 반응이 더 크며, 이는 이들의 자극감수성(irritability)에 보다 취약한 것을 설명해준다. 트라우마 사건들(traumatic events)이 코르티솔 생성과 HPA축의 활동성을 증가시킨다는 점으로부터, 경계선 인격장애를 가진 사람들에게 있어 평균 이상의 HPA축 활동성이 우세하게 나타나는 것은 유년기와 성숙기에 경험한 트라우마 사건들이 평균 이상으로 우세하게 나타난다는 사실을 반영할 수 있다.

#### 에스트로겐
여성 에스트로겐 주기(estrogen cycle)의 개인차는 여성환자들의 증상 표출과도 관련되어 있다. 2003년 연구에 의하면, 월경 주기동안 에스트로겐 수치 변화를 통해서 여성환자들의 증상을 예측할 수 있다고 했다. 일반적인 부적정동(negative affect) 증가를 대조집단으로 하였을 경우 이 연구의 결과는 유의미하다.

### 성장과정

#### 유년기 트라우마
아동학대, 특히 아동 성폭력과 경계선성격장애와의 연관성은 매우 강하다. 경계선성격장애를 가진 사람들은 어렸을 때 학대와 방임(neglect)을 당했지만, 그 인과관계에 대해선 논쟁의 여지가 있다. 반면 경계선성격장애 환자는 언어적, 정서적, 신체적, 성적 학대를 양육자로부터 받았을 가능성이 상당히 높다. 또한 이들은 대부분 초기 유년기에 근친상간이나 양육자 상실을 경험하였다고 진술한다. 경계선성격장애를 가진 사람들은 대체로 자신의 사고나 감정을 양육자들로부터 부정당하였다. 양육자들은 아이에게 보호를 제공하지 못하거나 아이들의 물리적 양육을 무시하였다. 부모 모두 아이들로부터 정서적으로 철회하였거나 아이들을 일관적이지 못하게 대하였다. 게다가 어머니나 여성 양육자로부터 방치되고 아버지나 남성 양육자로부터 학대당한 경험이 있는 경계선성격장애 여성은 비양육자로부터 성적 학대를 경험하였을 가능성이 높다.
초기부터 성장하면서까지 꾸준히 양육자로부터 제대로 대우받지 못하거나 애착(affection)에 문제가 있었던 아이는 경계선성격장애로 발전하게 된다고 한다. 정신분석학 관련 저술에서 오토 컨버그(Otto Kernberg)는 아이가 정신적으로 자아와 타자를 명료하게 구분(psychic clarification of self and other)하는 발달과업(deveopmental task)을 달성하지 못하고, 분열(splitting)을 극복하지 못하면 경계선성격으로 이어질 위험이 크다고 보았다.

### 신경학적 유형
부적정동(negative affectivity)이 강렬하고 반응을 잘 하는 경우, 혹은 부정적 감정을 느끼는 경향은 유년기 성적 학대보다도 경계선 성격장애 증상을 일으킬 가능성이 더 강하다. 뇌 구조의 차이와 일부 환자는 트라우마 이력이 없다는 사실은 경계선성격장애와 경계선성격장애를 동반하는 외상후스트레스장애(post-traumatic stress disorder)와는 다르다는 것을 보여준다. 때문에 연구자는 유년기 트라우마와 함께 발달상의 원인을 검사한다.
2003년 1월 캐나다 토론토대학교(University of Toronto) 앤서니 루오코(Anthony Ruocco)가 출간한 연구서에서는 경계선성격장애라는 것을 보여주는 감정조절장애(dysregulation of emotion)의 기반을 이루는 두 가지 뇌활성도 유형을 조명하였다. 즉 감정적 고통이 고조되는 경험을 담당하는 두뇌 회로 활성도의 증가, 그리고 이러한 고통스러운 감정을 조절하거나 억제하는 두뇌 회로 활성도의 저하가 그것이다. 이 두 신경망(neural network)은 변연계(limbic system)에서 기능부전을 보이지만, 구체적인 관련 영역은 개인마다 다양하여, 이에 관하여서는 신경촬영분석(analysis of neuroimaging) 관련 연구가 더 진전되어야 한다.
또한 초기 연구 결과와는 반대로, 경계선 성격장애 중증환자(sufferer)는 대조군에 비하여 부정적 정서성(negative emotionality)이 증가하는 상황에서 편도체(amygdala) 활성화가 줄어드는 현상을 보였다. 『Biological Psychiatry』지의 편집인 존 크리스탈(John Krystal)은 이러한 결과가 경계선성격장애를 가진 사람은 자신의 두뇌로 인하여 불행하거나 비생산적이지는 않지만 정서적으로 격렬한 삶을 살게 될 것이라는 인상을 가중시켰다고 서술하였다. 이들의 정서불안은 일부 두뇌 영역에서의 차이와 관련있다.

### 매개 요인 및 완화 요인

#### 실행기능
거절 민감성(rejection sensitivity)이 높은 것은 경계선 성격장애 증상이 더 강하다는 것과 관련있으나, 집행기능(executive function)은 거절 민감성과 경계선 성격장애 증상의 관계를 매개(mediate)하는 것으로 보인다. 즉 계획수립, 작업 기억(working memory), 집중, 문제해결(problem solving) 등의 인지과정은 하나의 기제(mechanism)로서, 이를 통해 거절 민감성이 증상에 영향을 준다는 것이다. 2008년 한 연구에서는 집행기능이 낮을 때 거절 민감성과 경계선성격장애 증상의 관계는 강화되고, 집행기능이 높을 때 이들의 관계는 약해진다고 하였다. 이는 높은 집행기능이 증상에 대한 높은 거절 민감성을 가진 사람을 보호한다는 것을 의미한다.
2012년 연구에서는 작업 기억에 문제가 경계선성격장애를 가진 사람들의 충동성(impulsivity)을 증가시킨다고 하였다.

#### 가정환경
가정환경은 아동성학대가 경계선 성격장애 발달에 주는 효과에 영향을 준다. 불안정한 가정환경은 경계선 성격장애를 야기하지만, 안정된 가정 환경은 장애의 가능성을 낮춘다. 안정된 환경이 장애로 발전하는 것을 완충한다고 볼 수 있다.

#### 자기복잡성
자기복잡성(자기복합성 혹은 자기다양성, self-complexity)은 하나의 자아에 여러 특성들(characteristics)이 있다는 것을 의미한다. 이는 현실 자기(actual self)와 자신이 원하는 자아상(desired self-image) 간의 불일치를 줄여준다. 높은 자기복합성을 지닌 사람은 보다 양질의 특성이 아니라 보다 다양한 특성을 원한다. 만약 특성을 한 개인이 과거부터 지금까지 노력을 통하여 취득해 온 것들이라고 생각한다면, 특성은 개인이 사고를 통하여 규정한 추상적인 자질이 아니라 체험해 온 사례들이 된다. 자아를 규정하는 기준(norm)이란 것도 그것을 상징하거나 대표하는 다양한 속성들(attributes)을 하나하나 묘사할 필요가 없다. 이 기준을 인식하는 과정도, '~처럼 되어 보는 것(being like)', 혹은 자아가 실제로 경험함으로써 타자나 대상과 맺는 관계를 이해한다는 것이지, 자아가 가지고 있는 속성을 추상적으로 이해하는 것은 아니다.

#### 사고 억제
2005년 연구는 사고 억제(thought suppression) 혹은 특정한 생각을 의도적으로 하지 않는 시도는, 정서적 취약성(emotional vulnerability)과 경계선 성격장애 증상과의 관계를 매개한다는 것을 발견하였다. 이후 연구에서는 정서적 취약성과 경계선성격장애 증상이 사고 억제를 통해서만 매개되지는 않는다고 밝혔다. 그러나 이 연구가 말하고자 한 바는, 사고 억제는 경계선 성격장애 증상과 비수인적 환경(혹은 비수인적非受忍的 환경, invalidating environment)과의 관계를 매개한다는 것이다.

### 발달이론
마샤 리네한(Marsha Linehan)의 경계선성격장애에 관한 생물사회적 발달이론에서는, 경계선성격장애는 정서적으로 취약한 아동과 비수용적 환경이 조합하는 가운데에서 발생한다고 보았다. 정서적 취약성은 아이의 기질에 영향을 끼치는 생물학적 유전적 요소로 구성되어 있다고 본다. 비수용적 환경은 아이의 정서와 욕구가 무시되거나 조롱당하거나 묵살되거나 좌절되는 상황 혹은 트라우마나 학대 상황을 말한다.
리네한의 이론은 셰일라 크로웰(Sheila Crowell)이 수정하였다. 크로웰은 충동성(impulsivity) 역시 경계선성격장애를 일으키는 중요한 요소로 보았다. 크로웰은 정서적으로 취약하고 비수용적 환경에 노출된 아이들이 높은 충동성까지 보인다면 더욱 경계선성격장애 성향을 보이게 된다는 것을 발견하였다.
리네한과 크로웰의 이론은, 억제당하는 아이의 성격 특질(personality traits)과 아이 주변 환경 사이의 상호작용을 설명한다. 예를 들어, 정서적으로 민감하거나 충동적인 아이는 부모에게 까다롭게 굴어서, 비수용적 환경을 더 조장할 수 있다. 반대로 부모가 아이를 비수용(invalidation)하는 것은 정서적으로 민감한 아이의 반응성을 더 강화하거나 더 고통스럽게 만들 수 있다.

## 진단
경계선성격장애 진단은 정신건강 전문의가 시행하는 임상 평가(clinical assessment)에 기반한다. 최선의 방식은 장애 기준을 제시하고 이 기준이 자신을 정확히 설명하는지 묻는 것이다. 장애 환자가 진단 결정에 적극 들어가게 하는 것은 환자가 장애를 받아들이는데 도움이 된다. 일부 종사자는 환자에게 진단명을 알려주지 않는데, 이는 장애에 대한 오해에 대한 우려 혹은 치료가 불가능하다는 기존 편견 때문이다. 그러나 환자가 진단을 아는 것이 도움이 된다. 이는 타인들도 비슷한 경험이 있다는 걸 알게 하고 효과적인 치료를 알려줄 수 있다.
보통, 심리적 평가는 환자에게 증상의 발단과 심각도를 물어보고, 증상이 환자의 삶의 질에 얼마나 타격을 주는지도 묻는다. 특정 사고에 관한 문제에 있어서는 자살생각(suicidal ideation), 자해 경험, 타인을 해하려는 사고 등이 있다. 진단은 환자의 증상 보고와 전문가의 관찰을 기반으로 이뤄진다. 다른 테스트로는 체력시험이나 연구소 시험으로, 증상에 대한 또다른 촉발요인이 될 수 있는 갑상선 증상이나 약물남용을 배제하려 한다. 국제질병분류 ICD-10은 "감정적으로 불안한 인격장애(emotionally unstable personality disorder)"로 정의하고 유사한 진단기준을 제시한다. 정신질환 진단 및 통계 편람(Diagnostic and Statistcal Manual of Mental Disorders) 제5판 DSM-5는 명칭을 이전판과 똑같이 유지한다.

### DSM
DSM-5는 다축체계(multiaxial system)를 없애고, 인격장애를 포함한 모든 장애를 Section II 에 게재하였다. 5-9개의 기준을 충족하면 경계선성격장애를 진단받는다. DSM-5에서 언급한 장애의 주요특징으로는 대인관계와 자기상(self-image) 및 정동(affect)에 있어서 불안정성이 만연하며, 충동 행동도 보인다. 또한 section III에서는 장애의 대안형 기준을 제시하는데, "인격장애의 대안형 DSM-5 모델(Alternative DSM-5 Model for Personality Disorders)"이라고 명명하였다. 대안형 기준은 특성(trait) 연구에 기반하며, 7개 중 4개 이상의 부적응적 특성을 명시한다. 마샤 리네한(Marsha Linehan)에 의하면, 전문가들은 DSM 기준이 설명하는 행동의 범위가 넓어서 이를 통해 장애를 진단하는데 문제가 있다고 보고 있다. 이 문제를 해결하기 위하여 리네한은 감정, 행동, 대인관계, 자기감, 인지 5개 영역의 조절장애(dysregulation) 하에 경계선성격장애 증상을 분류하였다.

### ICD-10
세계보건기구(World Health Organization, WHO)의 ICD-10에서는 경계선성격장애와 유사한  (F60.3)감정상 불안정 인격 장애(Emotionally unstable personality disorder)를 정의한다. 다음은 이에 대한 두 하위유형이다.

#### F60.30 충동 유형(Impulsive type)
아래 설명 중 최소 3가지 이상 나타나야 한다. 이중 (2)는 반드시 나타나야 한다.
1. 예측 불가능한 행동을 하고 그 결과를 생각하지 않는 경향이 뚜렷하다.
2. 타인과 다투기 좋아하거나 갈등을 일으키는 경향이 뚜렷하며, 특히 자신의 충동적 행동이 좌절되거나 비판 받을 경우 더욱 그러하다.
3. 분노나 폭력이 폭발하는 경향이 있으며, 그로 인해 초래되는 행동 폭발(behavioral explosion)을 통제할 능력이 없다.
4. 즉각적인 보상이 없는 행동 방침(course of action)을 유지하기 어렵다.
5. 기분이 불안정하고 변덕스러우며 충동적이고 엉뚱하다.

#### F60.31 경계선 유형(Borderline type)
위의 '충동유형'에 언급된 증상 중 3개 이상이 나타나야 하며, 추가로 다음 항목에서는 2개 이상 나타나야 한다.
1. 자기상, 목표, 내적 선호에 있어 혼란과 불확실
2. 강렬하고 불안정하며 때로는 정서적 위기(emotional crisis)를 초래하는 대인관계를 맺는 경향
3. 유기(abandonment)를 피하기 위한 과도한 노력
4. 자해 위협이나 자해 행동이 반복된다.
5. 만성적인 공허감
6. 충동적 행동을 보인다.(과속, 약물남용)[93]

또한 ICD-10은 인격장애라고 생각되는 것을 정의하는 일반 기준을 설명한다.

### ICD-11
세계보건기구 ICD-11은 경계선 인격장애 분야를 완전히 재구축하였다. ICD-11는 경계선 인격장애를 '인격장애(Personality disorder)', (틀:ICD11) '경계선 패턴(Borderline pattern)', (틀:ICD11)으로 분류하였다. 이전에 ICD-10(2019년 버전)은 경계선 성격장애에 유사한 증상을 규정하여 '정서적 불안정 인격장애(Emotionally unstable personality disorder, EUPD)'라고 규정하였다.(F60.3). 경계선 패턴 특정 요소(borderline pattern specifier)는 대인관계, 자아상, 정서의 불안정성(instability)과 충동성(impulsivity)으로 특징 지어지는 성격 장애(personality disturbance)로 정의된다.
경계선 패턴 특정 요소는 성격 장애 패턴이 대인관계, 자아상, 정동(affect)의 불안정성의 만연한 패턴을 특징으로 하고, 충동성을 특징으로 하며, 아래의 5개 혹은 그 이상을 특징으로 한다.
- 실제 혹은 상상 유기를 피하기 위한 처절한 노력(Frantic efforts to avoid real or imagined abandonment)
- 불안정하고 열정적인 대인관계 패턴, 이상화와 평가절하(idealization and devaluation) 사이를 왔다갔다 하는 것을 특징으로 하며, 가까워짐(closeness)과 친밀감(intimacy)에 대한 강한 바람과 공포 모두 관련됨(A pattern of unstable and intense interpersonal relationships, which may be characterized by vacillations between idealization and devaluation, typically associated with both a strong desire for and fear of closeness and intimacy)
- 정체성 혼란, 현저하고 지속적으로 불안정한 자아상 혹은 자기감을 보임(Identity disturbance, manifested in markedly and persistently unstable self-image or sense of self)
- 높은 부정적 정동 상태에서 무모하게 행동하는 경향, 잠재적으로 자해 행동으로 이어짐(A tendency to act rashly in states of high negative affect, leading to potentially self-damaging behaviours) 예) 위험한 성적 행동, 난폭 운전, 과도한 알코올 혹은 약물 남용, 과식(e.g., risky sexual behaviour, reckless driving, excessive alcohol or substance use, binge eating)
- 주기적인 자해 에피소드(Recurrent episodes of self-harm) 예) 자살 시도나 제스처, 자아 절제(e.g., suicide attempts or gestures, self-mutilation)
- 기분 반응성이 두드러지는 것으로 인한 정서 불안정성. 기분 변덕은 내면(자기 스스로의 생각)이나 외부 사건에 의하여 촉발될 수 있다. 그 결과, 환자는 강렬한 불쾌 기분 상태를 경험하고 , 그것은 몇 시간 이어지지만 며칠까지 이어지지는 않음(Emotional instability due to marked reactivity of mood. Fluctuations of mood may be triggered either internally (e.g., by one's own thoughts) or by external events. As a consequence, the individual experiences intense dysphoric mood states, which typically last for a few hours but may last for up to several days)
- 만성적 공허감(Chronic feelings of emptiness)
- 부적절한 강렬한 분노 혹은 짜증을 자주 냄으로써 분노를 조절하기 어려움(Inappropriate intense anger or difficulty controlling anger manifested in frequent displays of temper) 예) 소리치거나 소리지르기, 던지기, 부수기, 몸싸움으로 이어짐(e.g., yelling or screaming, throwing or breaking things, getting into physical fights).
- 높은 정서 흥분 상황에서 비영구적 반사회적 증상이나 유사 정신병 특징(가벼운 환각, 편집)(Transient dissociative symptoms or psychotic-like features (e.g., brief hallucinations, paranoia) in situations of high affective arousal)

모든 것이 특정 개인과 특정 시간에 드러나는 것은 아니지만, 경계선 패턴의 다른 발현은 아래와 같다.
- 부적절하고 나쁘며 죄가 있고 역겨우며 경멸하는 식으로 자기를 바라봄(A view of the self as inadequate, bad, guilty, disgusting, and contemptible.)
- 철저히 남과 다르고 남으로부터 격리되어 있다는 것으로 자신을 경험함, 고통스러운 소외감과 만연한 고독감(An experience of the self as profoundly different and isolated from other people; a painful sense of alienation and pervasive loneliness)
- 거절에 대한 과민감성을 보이는 경향, 대인 관계에서의 지속적이고 적절한 수준의 신뢰를 구축하고 유지하기 어려움, 사회적 신호의 빈번한 오해(Proneness to rejection hypersensitivity; problems in establishing and maintaining consistent and appropriate levels of trust in interpersonal relationships; frequent misinterpretation of social signals)— 6D11.5 Borderline pattern in ICD-11

### 밀론의 하위 유형
심리학자 시어도어 밀론(Theodore Millon)은 경계선 성격장애 4가지 하위유형을 제안하였다. 경계선 성격장애 환자는 이러한 하위 유형 가운데 하나도 해당이 되지 않거나 1개 이상을 보인다.
| 하위유형                                       | 특징                     | 성격 특질 |
| ---------------------------------------------- | ------------------------ | --- |
| 침울성 경계선(Discouraged borderline)          | 회피, 우울, 의존 특징    | 1. 점잖음, 복종, 충성, 겸허 2. 상처 받기 쉽고 지속적인 위험에 처해 있다고 느낌 3.희망이 없고 우울하며 어떻게 할 수 없고 무력함을 느낌                                                        |
| 충동성 경계선(Impulsive borderline)            | 연극성, 반사회성 특징    | 1. 변덕스러움, 피상적, 들뜸, 산만함, 제정신이 아님, 매혹적임 2. 상실에 대한 두려움, 흥분됨, 침울하고 예민함 3. 잠재적으로 자살 충동이 있을 수 있음.                                          |
| 조급성 경계선(Petulant borderline)             | 거부적(수동-공격성) 특징 | 1. 거부증(Negativistic), 초조함, 여유 없음, 완고한 반항, 무뚝뚝함, 비관적, 분개 2. 쉽게 무시받은 느낌이 들고 빠르게 환멸 느낌                                                                |
| 자기파괴성 경계선(Self-destructive borderline) | 우울, 자학적 특징        | 1. 내향성(Inward-turning), 자벌성(自罰性) 분노(intropunitively angry) 2. 순응적이고 정중하며 영합적인 행동이 악화 3. 점진적으로 극도로 긴장하고 기분에 따라 변덕스러움 4. 자살 시도의 가능성 |

## 해결 및 관리
치료는 우선 경계선 인격장애 특유의 정신병리를 이해해야 한다. 환자의 현실에서 매일 경험하는 대인관계상의 문제점을 중심으로 대화하는 것이 좋다. 정신치료와 약물치료를 병행하는 경우가 많은데, 약물치료에는 항정신병 약물이나 항우울제 등을 사용하기도 한다.
심리치료(Psychotherapy)는 주요 치료법이다. 치료는 일반적인 경계선성격장애 진단이 아니라 개인의 요구에 기반해야 한다. 약물치료(Medication)는 우울과 불안과 같은 다른 장애가 동반할 경우 유용하다. 치유 효과를 높이거나 환자의 자살 시도를 막기 위해서 자가내치유(community care)보다 단기 입원이 더 좋은 건 아니다.

### 심리치료
장기적인 심리치료는 최근 경계선 성격장애를 위한 최선의 치료(treatment of choice)가 되었다. 심리치료 중에서도 특히 변증법적 행동치료(dialectical behavior therapy, DBT)와 정신역동 접근법(psychodynamic approach)들은 효과가 있지만 그 영향은 작아, 많은 사람들이 진전을 보이지만 약간의 증상은 여전히 보이기도 한다.
치료가 엄격하게 이뤄질 수록 효과가 훨씬 더 좋다고 할 순 없다. 치료법으로는 역동적 해체 심리치료(dynamic deconstructive psychotherapy, DDP), 정신화기반치료(mentalization-based treatment, MBT), 전이중심 심리치료(transference-focused psychotherapy, TFP), 변증법적 행동치료(dialectical behavior therapy, DBT), 일반적인 정신병 관리(general psychiatric management), 도식중심치료(schema-focused therapy) 6가지가 있다. 변증법적 행동치료가 가장 많이 연구되어 왔지만, 도식중심치료를 제외한 모든 치료법이 경계선 성격장애 치료에 효과가 있는 것으로 밝혀졌다. 설사 그렇다 해도 도식중심치료까지 포함한 모든 치료를 장기적으로 받는 것이 치료를 받지 않는 것보다 좋다. 특히 자해에 대한 충동을 줄여주는데 효과가 있다.

#### 전이중심 심리치료
전이중심심리치료는 절대적 사고(absolute thinking)로부터 떨어뜨리는 것을 목표로 한다. 치료 과정에서, 환자들에게 사회적 해석과 자신의 정서를 분명히 표현하도록 하여, 융통성 없는 환자의 시각을 보다 유연하게 바꾸려는 것이다. 치료사는 환자 개인의 느낌들을 다루고 실제로 발생한 상황이든 실제로 있을법한 상황이든 모두 검토하며, 환자 개인의 느낌과 상황에 접근하는 방식도 검토한다.

#### 변증법적 행동치료
변증법적 행동치료는 인지행동치료(cognitive behavioral treatment, CBT)와 유사하며, 인지행동치료에 명상(mediation)을 추가하였다. 이를 통해 치료는 환자들이 증상을 관리할 수 있는 기술을 습득하게 한다. 기술에는 정서 조절(emotion regulation), 마음챙김(mindfulness), 스트레스 인내(stress hardiness) 등을 포함한다.

#### 인지행동치료
인지행동치료(Cognitive behavioral therapy, CBT) 역시 경계선 성격장애 치료에 사용된다. 이 치료는 장애로부터 문제를 발견하여 개인의 행동과 신념을 바꾸는 것을 중심으로 한다. 인지행동치료는 자살사고(suicidal thoughts)와 자해행동은 물론 불안과 기분 증상(mood symptom)을 줄여주는 것으로 알려져 있다.

#### 정신화기반치료
정신화기반치료와 전이중심 심리치료는 정신역동적 원리에 기반하고 있으며, 변증법적 행동치료는 인지행동적 원리와 마음챙김에 기반하고 있다. 일반적인 정신병 관리는 각각의 치료법의 핵심 원리들을 조합한 것이며, 보다 배우기 쉽고 강렬함도 적다. 무작위 통제 실험들에서, 변증법적 행동치료와 정신화기반치료가 가장 효과가 있지만, 이 두 치료법은 많은 공통점이 있다. 치료법을 쉽게 이용할 수 있고 환자들의 금전적 부담도 덜어주고 치료사들에게도 다양한 치료 자원들에 대한 부담을 덜어주기 위해, 연구자들은 이 치료법들의 과정을 줄여줄 수 있는 방법을 개발하고 있다.
일부 연구에서는 마음챙김 명상(mindfulness meditation)이 경계선 인격장애와 관련한 두뇌 구조는 물론, 전반적으로 긍정적인 두뇌 구조 변화를 가져올 수 있다는 점을 지적한다. 마음챙김에 기반한 간섭(Mindfulness-based intervention)은 경계선 인격장애 증상에 진전을 가져다 주며, 마음챙김기반치료를 진행하는 내담자들은 DSM-IV-TR 내의 경계선 성격장애 진단 기준에 해당하는 증상을 더 이상 보이지 않게 되었다.

## 참조문헌
- New Hope for People with Borderline Personality Disorder, Neil R. Bockian, Ph.D. 2002
- Linehan, Marsha (1993). 《Cognitive-behavioral treatment of borderline personality disorder》. New York: Guilford Press. ISBN 0-89862-183-6.
- Manning, Shari (2011). 《Loving Someone with Borderline Personality Disorder》. The Guilford Press. ISBN 978-1-59385-607-6.

## 같이 보기
- 경계성 인격장애 테스트
- 고독공포증
- 과민반응
- 노출치료
- 변증법적 행동치료
- 분열
- 불안장애
- 오토 컨버그
- 유기공포
- 성격 장애
- 성인 애착
- 인지행동치료
- 경계성 인격장애 테스트
- 자기복잡성
- 조현증
- 지속노출치료
- 충동조절장애
- 피해망상
- 해리
- 경계선 지능